# Biharoniscus racovitzai
Biharoniscus racovitzai är en kräftdjursart som beskrevs av Ionel Grigore Tabacaru 1963. Biharoniscus racovitzai ingår i släktet Biharoniscus och familjen Trichoniscidae. Inga underarter finns listade i Catalogue of Life.